# 장년
장년(壯年)은  30대 ~ 40대 초반에 들어있는 남성과 여성을 가리킨다. 사전상 정의는 '사람의 일생 중에서, 한창 기운이 왕성하고 활동이 활발한 서른에서 마흔 안팎의 나이. 또는 그 나이의 사람#.'이라고 하고 있다. 참고로 장년의 장은 '장할 장(壯)'이다. 즉, 비록 20대인 청년보다 나이를 먹은 세대이긴 하지만 말뜻으로 보나 글자로 보나 '패기가 넘치는 나이대'임을 명시하고 있다.
한편, 장년(長年)은 50대 ~ 60대 초반의 사람들을 가리키는 말이어서 혼동되기 쉽다. 흔히 청장년 할 때 장년은 장년(壯年) 개념이 쓰이는 경우가 많지만, 중장년할 때 장년은 쓰는 사람에 따라 두 장년이 모두 쓰일 수 있는 개념이라 헷갈릴 수 있다.